# Collegio uninominale Campania 2 - 01 (2017)
Il collegio elettorale uninominale Campania 2 - 01 è stato un collegio elettorale uninominale della Repubblica Italiana per l'elezione della Camera dei deputati tra il 2017 ed il 2022.

## Territorio
Come previsto dalla legge elettorale italiana del 2017, il collegio era stato definito tramite decreto legislativo all'interno della circoscrizione Campania 2.
Era formato dal territorio di 59 comuni: Airola, Amorosi, Apollosa, Arpaia, Arpaise, Benevento, Bonea, Bucciano, Calvi, Campolattaro, Campoli del Monte Taburno, Casalduni, Castelpagano, Castelpoto, Castelvenere, Cautano, Ceppaloni, Cerreto Sannita, Circello, Colle Sannita, Cusano Mutri, Dugenta, Durazzano, Faicchio, Foglianise, Forchia, Fragneto l'Abate, Fragneto Monforte, Frasso Telesino, Guardia Sanframondi, Limatola, Melizzano, Moiano, Montesarchio, Morcone, Paolisi, Paupisi, Pietraroja, Ponte, Pontelandolfo, Puglianello, San Giorgio del Sannio, San Leucio del Sannio, San Lorenzello, San Lorenzo Maggiore, San Lupo, San Martino Sannita, San Nazzaro, San Nicola Manfredi, San Salvatore Telesino, Santa Croce del Sannio, Sant'Agata de' Goti, Sant'Angelo a Cupolo, Sassinoro, Solopaca, Telese Terme, Tocco Caudio, Torrecuso e Vitulano.
Il collegio era quindi interamente compreso nella provincia di Benevento.
Il collegio era parte del collegio plurinominale Campania 2 - 01.

## Eletti
| Elezione | Elezione | Deputato      | Partito             |
| -------- | -------- | ------------- | ------------------- |
|          | 2018     | Angela Ianaro | Movimento 5 Stelle  |
|          | 2022     | Angela Ianaro | Partito Democratico |

## Dati elettorali

### XVIII legislatura
Come previsto dalla legge elettorale, 232 deputati erano eletti con sistema a maggioranza relativa in altrettanti collegi uninominali a turno unico.
| Candidati              | Candidati               | Voti    | %     | Liste                                | Voti    | %     |
| ---------------------- | ----------------------- | ------- | ----- | ------------------------------------ | ------- | ----- |
|                        | Angela Ianaro ✔️ Eletto | 60 555  | 44,32 | Movimento 5 Stelle                   | 60 555  | 44,32 |
|                        | Fernando Errico         | 41 186  | 30,14 | Forza Italia                         | 27 913  | 20,43 |
| Lega                   | Fernando Errico         | 41 186  | 30,14 | 8 194                                | 6,00    |       |
| Fratelli d'Italia      | Fernando Errico         | 41 186  | 30,14 | 3 996                                | 2,92    |       |
| Noi con l'Italia - UDC | Fernando Errico         | 41 186  | 30,14 | 1 083                                | 0,79    |       |
|                        | Carmine Valentino       | 26 015  | 19,04 | Partito Democratico                  | 20 947  | 15,33 |
| Civica Popolare        | Carmine Valentino       | 26 015  | 19,04 | 2 419                                | 1,77    |       |
| +Europa                | Carmine Valentino       | 26 015  | 19,04 | 1 762                                | 1,29    |       |
| Italia Europa Insieme  | Carmine Valentino       | 26 015  | 19,04 | 887                                  | 0,65    |       |
|                        | Americo Ciervo          | 3 583   | 2,62  | Liberi e Uguali                      | 3 583   | 2,62  |
|                        | Cosimo Maio             | 1 922   | 1,41  | Potere al Popolo!                    | 1 922   | 1,41  |
|                        | Debora Munno            | 790     | 0,58  | Italia agli Italiani                 | 790     | 0,58  |
|                        | Giovanna Borzillo       | 757     | 0,55  | CasaPound                            | 757     | 0,55  |
|                        | Enrico Bozza            | 551     | 0,40  | 10 Volte Meglio                      | 551     | 0,40  |
|                        | Marco Langellotti       | 504     | 0,37  | Il Popolo della Famiglia             | 504     | 0,37  |
|                        | Luigi Nuzzo             | 452     | 0,33  | Partito Comunista                    | 452     | 0,33  |
|                        | Antonella Moles         | 120     | 0,09  | Lista del Popolo per la Costituzione | 120     | 0,09  |
| Totale                 | Totale                  | 136 631 | 100   |                                      | 136 631 | 100   |
|                        |                         |         |       |                                      |         |       |
| Voti non validi        | Voti non validi         | 5 423   | 3,82  |                                      |         |       |
| Votanti                | Votanti                 | 142 054 | 74,07 |                                      |         |       |
| Elettori               | Elettori                | 191 786 |       |                                      |         |       |